# Тернопільський обласний навчально-реабілітаційний центр
Тернопільський навчально-реабілітаційний центр Тернопільської обласної ради - це спеціальний загальноосвітній навчальний заклад I—III ступенів у м. Тернопіль, призначений для дітей, котрі потребують корекції фізичного або (та) розумового розвитку. Центр забезпечує реалізацію права на здобуття повної загальної середньої освіти дітей з неврологічними захворюваннями, порушеннями опорно-рухового апарату та хворих на сколіоз, здійснює заходи і створює умови для їх реабілітації, соціальної адаптації, професійної орієнтації та підготовки.

## Мета та основні завдання закладу
Основна мета закладу полягає в здійсненні комплексної реабілітації хворої дитини та забезпеченні ефективного вирішення питань щодо створення сприятливого середовища для її розвитку.

Основні завдання центру включають:
- Забезпечення конституційних прав дітей-інвалідів та дітей із ортопедичними захворюваннями на освіту, професійне навчання та реабілітацію.

- Створення умов для формування соціально-адаптивної та соціально-продуктивної особистості.
- Розробка та впровадження у практику інноваційного змісту, форм та методик навчально-виховного й лікувально-реабілітаційного процесів.
- Розвиток здібностей, природних нахилів, творчого мислення, потреби самовдосконалення, формування громадянської позиції, власної гідності, відповідальності за свої дії.
- Забезпечення фахової підготовки дітей-інвалідів з метою їх підготовки до трудової діяльності, самообслуговування, саморозвитку і сімейного життя.
- Розробка системи фінансової підтримки закладу з боку громадських організацій, приватних підприємств тощо.
- Здійснення інформаційної і профілактичної роботи серед населення з метою стримування процесів інвалідизації.

## Структура Центру

### Дошкільне відділення
- Термін навчання: 1 рік
- Вік учнів: від 5 до 7 років
- Кількість груп: 2
  - Для дітей із збереженим інтелектом — до 10 осіб
  - Для дітей з комплексними вадами — до 6 осіб

### Середня загальноосвітня школа-інтернат І-ІІІ ступенів

#### І ступінь (початкова школа)
- Підготовчий клас та 1-4 класи
- Термін навчання: 5 років
- Вік учнів: від 5 до 12 років
- Кількість учнів: до 50 осіб

#### ІІ ступінь (базова загальна середня освіта)
- 5-10 класи
- Термін навчання: 6 років
- Вік учнів: від 10 до 19 років
- Кількість учнів: до 80 осіб

На І-ІІ ступенях функціонує відділення соціально-побутової реабілітації (інтеграційні класи):
- Кількість учнів: до 20 дітей-інвалідів з неврологічними та ортопедичними захворюваннями та зниженим інтелектом
- Вік учнів: від 5 до 18 років, які не мають медичних протипоказів для перебування в дитячому колективі
- Термін навчання: діти-інваліди можуть відвідувати це відділення в супроводі батьків (чи осіб, які їх заміняють) за спеціально розробленим графіком та проходити у Центрі курс психолого-педагогічної та медико-соціальної реабілітації, терміни якого (від 1 міс.) визначаються обласною та шкільною психолого-медико-педагогічними комісіями.

#### III ступінь (повна загальна середня освіта)
- 11-12 (13) клас
- Термін навчання: 2 (3) роки
- Вік учнів: від 17 до 21 років
- Кількість учнів: до 25 осіб

Після закінчення видається атестат про повну загальну середню освіту. Доступний випускникам ІІ ступеня з I і II варіантів навчання.
На ІІ-ІІІ ступенях навчання функціонує відділення професійно-технічної освіти (для дітей І і ІІ варіантів навчання, термін навчання — 3-4 роки, кількість учнів — до 20 дітей, після закінчення видається свідоцтво про присвоєння кваліфікації).
На ІІІ ступені на базі Центру можуть функціонувати окремі групи вищих навчальних закладів освіти з заочною чи стаціонарною формами навчання.

### Відділення психологічної реабілітації
Працівники цього відділення (практичний психолог, спеціалісти з психотерапії, арт-терапії, ерготерапії, музикотерапії, зоотерапії, дельфінотерапії) здійснюють комплексну психологічну реабілітацію та корекційну роботу.

### Відділення соціальної реабілітації та адаптації
В даному відділенні соціальні педагоги, психологи, вихователі та інші спеціалісти здійснюють роботу з соціалізації та адаптації дітей до самостійного життя в суспільстві. Вони навчають дітей основам самообслуговування, комунікації та іншим важливим навичкам для самостійного життя.

### Відділення спортивної реабілітації
У цьому відділенні фізіотерапевти, інструктори з фізкультури, тренери з адаптивного спорту використовують спорт як засіб реабілітації та соціалізації. Вони проводять заняття з адаптивного спорту, організовують участь у спортивних змаганнях та інші спортивні заходи.

### Відділення підготовки до професійної діяльності
Педагоги, профорієнтологи та інші спеціалісти цього відділення навчають дітей базових професійних навичок, допомагають їм обрати професію, організовують стажування та підготовку до роботи.

### Відділення медичної реабілітації
Лікарі (невролог, педіатр, ортопед, фізіотерапевт, лікар ЛФК), молодший медичний персонал (медичні сестри, масажисти, інструктор ЛФК) та помічник вихователя планують та здійснюють лікувально-відновлювальні та лікувально-профілактичні заходи, фізичну реабілітацію на базі обладнаних фізіотерапевтичного, масажного, бальнеологічного, пеллоїдотерапевтичного кабінетів і кабінету магнітолікування, залів лікувальної фізкультури тощо. При удосконаленні та покращанні реабілітаційної бази можливе створення нових кабінетів та розширення медико-реабілітаційних послуг.

### Відділення корекційно-виховної роботи та розвитку дитини
Включає сплановану за різними напрямами виховну роботу педагогічного колективу (вихователі, класні керівники) та роботу клубів, студій, гуртків, секцій, що створюються як самим закладом, так і позашкільними установами (на своїй базі і в приміщенні Центру).

### Соціально-психологічна служба
У відділенні психологом та соціальним педагогом реалізується система заходів для діагностики, психокорекції, консультування дітей з метою їх адаптації та інтеграції у суспільство. Крім того:
- здійснюється соціально-педагогічний патронат випускників Центру;
- працює служба соціально-педагогічного супроводу сімей дітей-інвалідів;
- діє консультативний пункт для батьків.

## Педагоги та медичні працівники закладу
Педагоги та медичні працівники центру мають спільні завдання, що включають поступове відновлення втрачених функцій опорно-рухового та мовного апаратів у дітей, формування позитивного ставлення хворої дитини до себе, до інших, до навколишнього світу, розвиток умінь і навичок, необхідних для ефективної комунікації, та розвиток конструктивного мислення, творчих, спортивних здібностей та обдарувань вихованців.